# Diocesi di Tsiroanomandidy
La diocesi di Tsiroanomandidy (in latino: Dioecesis Tsiroanomandidyensis) è una sede della Chiesa cattolica in Madagascar suffraganea dell'arcidiocesi di Antananarivo. Nel 2022 contava 275.060 battezzati su 721.814 abitanti. È retta dal vescovo Gabriel Randrianantenaina.

## Territorio
La diocesi si trova nella parte centrale dell'isola del Madagascar.
Sede vescovile è la città di Tsiroanomandidy, dove sorge la cattedrale di Nostra Signora del Buon Rimedio.
Il territorio è suddiviso in 3 parrocchie.

## Storia
La prefettura apostolica di Tsiroanomandidy fu eretta il 13 gennaio 1949 con la bolla Ad Christi regnum di papa Pio XII, ricavandone il territorio dal vicariato apostolico di Miarinarivo (oggi diocesi).
L'11 dicembre 1958 la prefettura apostolica è stata elevata a diocesi con la bolla Qui benignissima di papa Giovanni XXIII.
L'8 febbraio 2017 ha ceduto una porzione del suo territorio a vantaggio dell'erezione della diocesi di Maintirano.

## Cronotassi dei vescovi
Si omettono i periodi di sede vacante non superiori ai 2 anni o non storicamente accertati.
- Ángel Martínez Vivas, O.SS.T. † (14 gennaio 1949 - 30 luglio 1977 ritirato)
- Jean-Samuel Raobelina, M.S. † (27 aprile 1978 - 30 giugno 2001 deceduto)
  - Sede vacante (2001-2003)
- Gustavo Bombín Espino, O.SS.T. (4 ottobre 2003 - 8 febbraio 2017 nominato vescovo di Maintirano)
  - Sede vacante (2017-2021)
- Gabriel Randrianantenaina, dal 30 aprile 2021

## Statistiche
La diocesi nel 2022 su una popolazione di 721.814 persone contava 275.060 battezzati, corrispondenti al 38,1% del totale.
| anno | popolazione | popolazione | popolazione | presbiteri | presbiteri | presbiteri | presbiteri                | diaconi | religiosi | religiosi | parrocchie |
| anno | battezzati  | totale      | %           | numero     | secolari   | regolari   | battezzati per presbitero | diaconi | uomini    | donne     | parrocchie |
| ---- | ----------- | ----------- | ----------- | ---------- | ---------- | ---------- | ------------------------- | ------- | --------- | --------- | ---------- |
| 1950 | 9.600       | 64.000      | 15,0        | 9          |            | 9          | 1.066                     |         | 12        | 3         | 4          |
| 1969 | 42.543      | 115.241     | 36,9        | 25         | 1          | 24         | 1.701                     |         | 31        | 30        | 10         |
| 1980 | 61.242      | 165.785     | 36,9        | 20         | 1          | 19         | 3.062                     |         | 31        | 41        | 11         |
| 1990 | 82.890      | 270.127     | 30,7        | 22         | 3          | 19         | 3.767                     |         | 31        | 55        | 15         |
| 1999 | 127.167     | 387.407     | 32,8        | 23         | 12         | 11         | 5.529                     |         | 16        | 74        | 16         |
| 2000 | 159.291     | 391.171     | 40,7        | 30         | 15         | 15         | 5.309                     |         | 20        | 65        | 16         |
| 2001 | 154.141     | 402.199     | 38,3        | 28         | 15         | 13         | 5.505                     |         | 19        | 62        | 3          |
| 2002 | 161.483     | 393.363     | 41,1        | 25         | 14         | 11         | 6.459                     |         | 19        | 70        | 3          |
| 2003 | 167.321     | 429.302     | 39,0        | 29         | 16         | 13         | 5.769                     |         | 19        | 62        | 3          |
| 2004 | 172.189     | 464.211     | 37,1        | 30         | 16         | 14         | 5.739                     |         | 22        | 83        | 3          |
| 2010 | 186.691     | 455.727     | 41,0        | 48         | 26         | 22         | 3.889                     |         | 36        | 92        | 3          |
| 2014 | 223.433     | 600.167     | 37,2        | 45         | 28         | 17         | 4.965                     |         | 36        | 132       | 3          |
| 2017 | 241.325     | 699.500     | 34,5        | 58         | 30         | 28         | 4.161                     |         | 6         | 161       | 17         |
| 2020 | 247.321     | 590.600     | 41,9        | 54         | 33         | 21         | 4.580                     |         | 42        | 137       | 3          |
| 2022 | 275.060     | 721.814     | 38,1        | 50         | 32         | 18         | 5.501                     |         | 43        | 169       | 3          |